# Белокаменка (Житомирская область)
Белока́менка (укр. Білокамінка, до  2008 г. — Білокам'янка) — село на Украине, находится в Овручском районе  Житомирской области. До 2008 года имело статус посёлка.
Построено как поселение Гошевского завода строительных материалов. Взято на учёт 27 октября 1987 года.
Код КОАТУУ — 1824282703. Население по переписи 2001 года составляет 188 человек. Почтовый индекс — 11163. Телефонный код — 4148. Занимает площадь 0,245 км².

## Адрес местного совета
11163, Житомирская область, Овручский р-н, с. Игнатполь, ул. Ленина, 9а